# Constantijn Huygens, Jr.

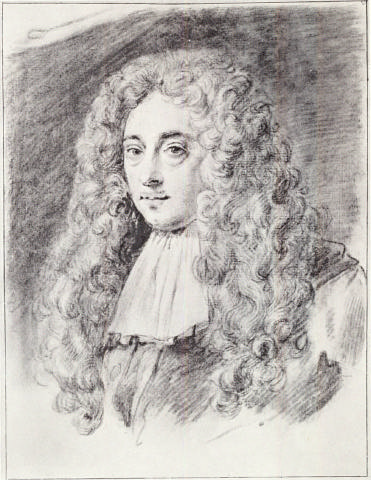

Constantijn Huygens Jr. (n. 1628, Haga – d. 1697) a fost un politician neerlandez cunoscut îndeosebi pentru munca sa la realizarea unor instrumente științifice (de obicei împreună cu fratele său mai tânăr, Christiaan Huygens). El a fost cel mai mare fiu al poetului Constantijn Huygens și al Suzannei van Baerle.